# Delphinium dubium
Delphinium dubium är en ranunkelväxtart som först beskrevs av Georges Rouy och Fouc., och fick sitt nu gällande namn av Pawl.. Delphinium dubium ingår i släktet storriddarsporrar, och familjen ranunkelväxter. Inga underarter finns listade i Catalogue of Life.